# تبيا (آيت كدان)
تبيا هو دُوَّار يقع بجماعة اوزيوة، إقليم تارودانت، جهة سوس ماسة في المملكة المغربية. ينتمي الدوّار لمشيخة آيت كدان التي تضم 40 دواوير. يقدر عدد سكانه بـ 668 نسمة حسب الإحصاء الرسمي للسكان والسكنى لسنة 2004.

## روابط خارجية
- البوابة الوطنية للجماعات الترابية نسخة محفوظة 12 مارس 2018 على موقع واي باك مشين.
- المندوبية السامية للتخطيط